# الكسندر فلوريس
الكسندر فلوريس (بالإنجليزية: Alexander Flores)‏ (9 أغسطس 1990 في الولايات المتحدة - ) هو ملاكم أمريكي، صنّف ضمن فئة وزن ثقيل.

## إحصائيات
خاض خلال مسيرته 22 نزالا، فاز في 18 وتعادل في 1 وخسر في 3. فاز بالضربة القاضية في 16 نزالا.

## روابط خارجية
- الكسندر فلوريس على موقع بوكس ريك (الإنجليزية) (registration required)